# Aloe scabrifolia
Aloe scabrifolia ist eine Pflanzenart der Gattung der Aloen in der Unterfamilie der Affodillgewächse (Asphodeloideae). Das Artepitheton scabrifolia leitet sich von den lateinischen Worten scabrum für ‚rau‘ sowie -folius für ‚beblättert‘ ab und verweist auf die rauen Blätter der Art.

## Beschreibung

### Vegetative Merkmale
Aloe scabrifolia wächst stammbildend und verzweigt nur spärlich von der Basis aus. Der Stamm ist bis zu einer Länge von etwa 30 Zentimetern aufrecht, wird dann niederliegend und bis zu 120 Zentimeter lang und 3 bis 4 Zentimeter dick. Die bis zu 25 lanzettlich verschmälerten, leicht sichelförmigen Laubblätter bilden eine lockere Rosette. Die trübgrüne bis graugrüne Blattspreite ist bis zu 55 Zentimeter lang und 10 bis 12,5 Zentimeter breit. Auf ihr sind wenige bis zahlreiche elliptische weiße Flecken vorhanden. Die Blattoberfläche ist rau. Die hakigen, weißen Zähne am schmalen, weißen Blattrand sind bis zu 2 Millimeter lang und stehen 7 bis 15 Millimeter voneinander entfernt. Der Blattsaft trocknet braun.

### Blütenstände und Blüten
Der aufsteigende Blütenstand weist bis zu zwölf Zweige auf und erreicht eine Länge von  bis zu 140 Zentimeter. Die lockeren Trauben sind 30 bis 45 Zentimeter lang und bestehen aus einseitswendigen Blüten. Die dreieckigen Brakteen weisen eine Länge von 3 Millimeter auf und sind 2 bis 3 Millimeter breit. Die trübroten, heller gerandeten Blüten stehen an 5 Millimeter langen Blütenstielen. Sie sind 25 Millimeter lang und an ihrer Basis gerundet. Auf Höhe des Fruchtknotens weisen die Blüten einen Durchmesser von 6 bis 7 Millimeter auf. Darüber sind sie auf 5 Millimeter verengt und schließlich zur Mündung auf 7 Millimeter erweitert. Ihre äußeren Perigonblätter sind auf einer Länge von 12 bis 13 Millimetern nicht miteinander verwachsen. Die Staubblätter und der Griffel ragen 2 bis 4 Millimeter aus der Blüte heraus.

## Systematik und Verbreitung
Aloe scabrifolia ist im Osten von Kenia im offenen Akazien-Buschland in Höhen von 1000 bis 1630 Metern verbreitet.
Die Erstbeschreibung durch Leonard Eric Newton und John Jacob Lavranos wurde 1990 veröffentlicht.

## Nachweise